# Les Clés du royaume (roman)
Les Clés du royaume (titre original : The Keys of the Kingdom) est le huitième roman de l'auteur écossais A. J. Cronin, publié en 1941. 
C'est le deuxième roman à être publié dans la collection Le Livre de poche (en 1953). Il est aussi paru dans la Bibliothèque verte en 1959 (no 52).

## Résumé

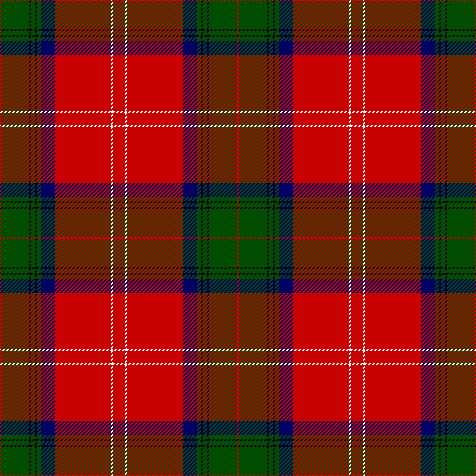
Le parapluie aux couleurs du tartan Chisholm est l'emblème du personnage principal

C'est un roman sur la tolérance. Un vieux prêtre écossais, le père Francis Chisholm, au caractère peu conventionnel[évasif] et en proie aux critiques, se rappelle son enfance tourmentée avec la mort de ses parents, sa vocation soudaine, ses efforts pour vivre et partager son appel à l'amour et à la tolérance, de l'Écosse à l'Extrême-Orient. Le roman évoque les soixante dernières années du prêtre qui fut missionnaire en Chine et qui traversa guerres, famines et épidémies.

## Adaptation au cinéma
- 1944 : Les Clés du royaume, film américain réalisé par John M. Stahl, avec Gregory Peck et Vincent Price

## Éditions en langue française
Traduction de l'anglais par Germaine de Tonnac-Villeneuve
- 1945, Genève, Éditions du Milieu du Monde, 413 p., in-16[1];première édition en langue française
- 1946, Annemasse, Éditions du Madrigal, illustrations de Roland Coudon, 461 p., in-16 ;
- 1952, Paris, Le Livre de Poche, (no 2) ;
- Paris, Éditions G. P., coll. « Super-bibliothèque »,  (no 10), illustrations de Félix Lacroix.

Traduction de l'anglais par Jean Muray
- 1957, Paris, Hachette Jeunesse, coll. « Bibliothèque verte »,  (no 52), illustrations de Jacques Pecnard.

## Source
- Bibliothèque nationale de France